# Thor Industries

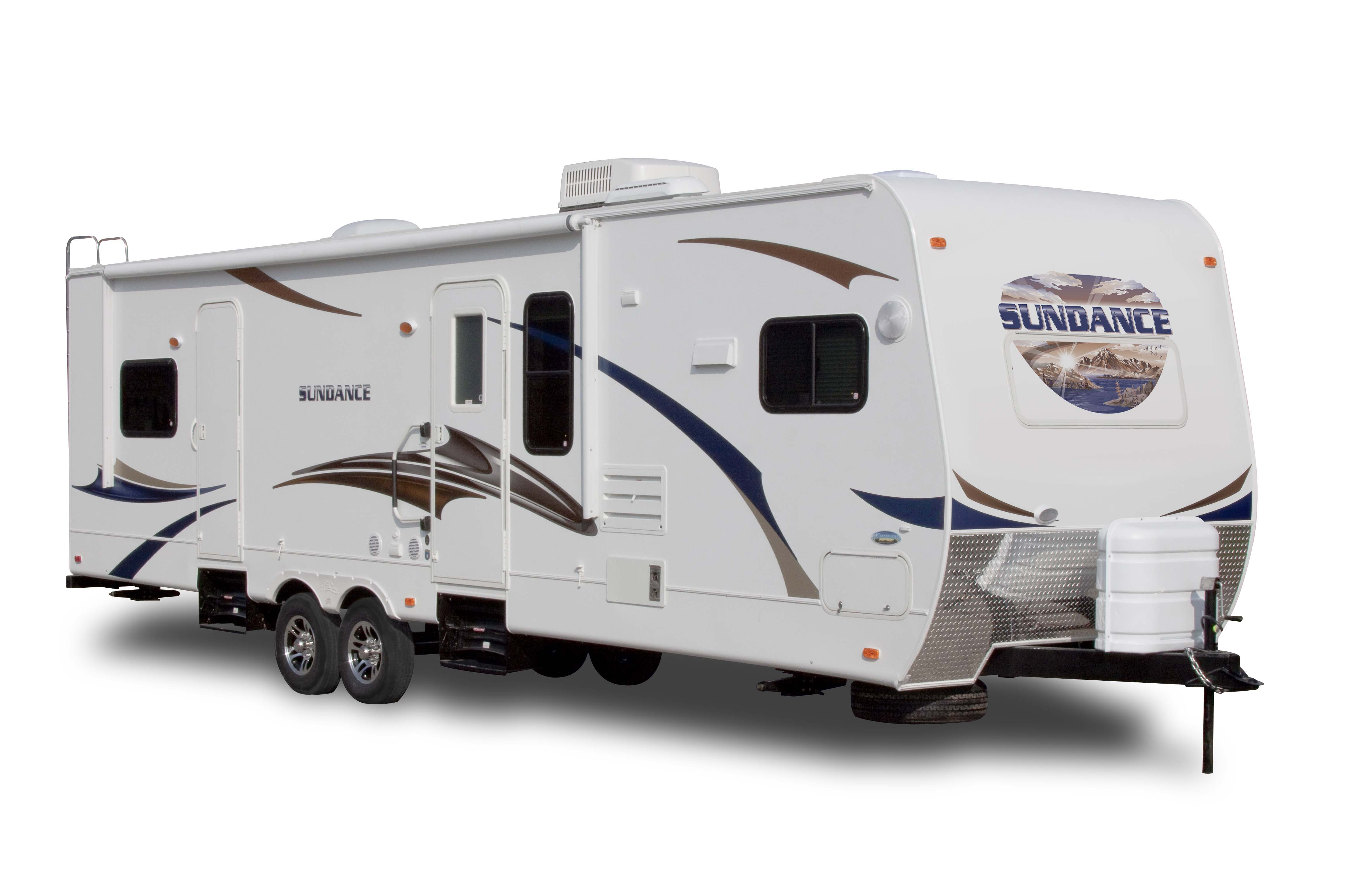
Wohnmobil der Marke Heartland RV

Thor Industries ist ein US-amerikanischer Hersteller von Wohnmobilen. Das Unternehmen vertreibt Wohnanhänger und -mobile über Tochterfirmen wie Airstream, Heartland RV, Jayco und weitere. Der Hauptsitz des Unternehmens befindet sich in Elkhart (Indiana). Das Unternehmen hat Produktionsstätten in verschiedenen Bundesstaaten. 2019 übernahm es die deutsche Erwin Hymer Group, was seine erste ausländische Übernahme darstellte.

## Geschichte
Thor Industries wurde am 29. August 1980 gegründet, als Wade F. B. Thompson und Peter Busch Orthwein Airstream von Beatrice Foods erwarben. Der Name Thor kombinierte die ersten beiden Buchstaben der Namen beider Unternehmer. 1984 ging das Unternehmen an die Börse und ist seit 1986 unter dem Börsenkürzel THO an der New York Stock Exchange gelistet. Im Jahr 1988 erwarb Thor Industries die Abteilung für Kleinbusse der in Kansas ansässigen ElDorado Motor Corp. 1991 erwarb das Unternehmen den in Kalifornien ansässigen Bushersteller National Coach. Bis 1994 war Thor Industries bereits der zweitgrößte Hersteller von Wohnmobilen in Nordamerika und tätigte danach mehrere weitere Übernahmen von kleineren Herstellern von Wohnmobilen und Bussen. 2013 verkaufte das Unternehmen alle seine Marken, welche Busse produzierten. Das Unternehmen produziert seit 2013 auch keine Krankenwagen mehr.
Im Mai 2015 kaufte Thor Industries Postle Aluminum, einen Anbieter von Aluminiumkomponenten, die bereits häufig von Thor Industries und seinen Tochtergesellschaften verwendet wurden. Im Juli 2016 erwarb Thor Jayco für 576 Millionen Dollar. Jayco mit Sitz in Middlebury (Indiana), war vor dem Verkauf der größte Wohnmobilhersteller der Welt in Privatbesitz. Die Tochtergesellschaften von Jayco (einschließlich Starcraft RV, Highland Ridge und Entegra Coach) gehörten damit ebenfalls zu Thor Industries. Im September 2018 wurde bekannt gegeben, dass Thor Industries dem Kauf der deutschen Hymer Group. zugestimmt hatte, was die größte Übernahme in der Geschichte des Unternehmens mit einem Volumen von 2,1 Milliarden Euro darstellte. Die Hymer Group ist der größte Wohnmobilhersteller in Europa. Durch den Deal wurde Thor Industries zum größten Wohnmobilhersteller der Welt. Der Verkauf wurde im Februar 2019 offiziell abgeschlossen.
Im Dezember 2020 kaufte das Unternehmen den amerikanischen Hersteller von Luxuswohnmobilen Tiffin Motorhomes.

## Tochterunternehmen
- Airstream
- Crossroads RV
- Heartland RV
- Erwin Hymer Group
  - Hymer
  - Bürstner
  - Dethleffs
  - Capron: produziert die Marken „Carado“ und „Sunlight“
  - Etrusco
  - Eriba
  - Niesmann+Bischoff
  - Laika
  - LMC
  - MOVERA
- Dutchmen
- Jayco
- Keystone RV
- K-Z
- Postle Aluminum
- Thor Motor Coach
- Tiffin Motorhomes
  - Vanleigh RV